# ماثيو مايرز
ماثيو مايرز (بالإنجليزية: Matthew Myers)‏ (12 أبريل 1847 - 8 ديسمبر 1919) هو لاعب كريكت بريطاني (وحمل سابقاً جنسية المملكة المتحدة لبريطانيا العظمى وأيرلندا).